# 邊永
邊永（1404年—1484年），字仕遠，號樸菴，直隸河間府任丘縣人，官籍，明朝政治人物。

## 生平
正統六年（1441年）舉辛酉科順天鄉試七十九名，正統十年（1445年）登乙丑科進士。官行人司行人。景泰元年（1450年），出使安南。景泰三年（1452年），又使占城。明制，使琉球者每報命，正使給事轉四品京堂，副使行人，轉六品京堂。然而邊永雖遠行泛海，卻終無褒賞。不久，哈密入貢，邊永又奉命館伴來使，送至甘肅方還。
天順年間，奉命楚府行祀禮，又至代府掌行喪禮，又使河南、山東、陝西、雲南。後以九年再秩滿，方得升戶部員外郎，隨即乞致仕，為行人及戶郎凡三十年，悠游林下近二十年。

## 家族
曾祖邊漢興；祖父邊友成；父邊福聚，百戶。
子邊鏞，官至南京刑部右侍郎。邊永以子貴，封右僉都御史。孫邊憲，官至掌院都御史。